# 茉莉漢堡
茉莉漢堡是一家專賣美式食物的小吃店，位於台北市中山北路六段，於1979年開幕。

## 歷史
1978年中美斷交，美軍顧問團撤離台灣後，原先於顧問團廚房中任職的四位廚師決定共同成立一家專賣美式漢堡、炸雞、薯條等的餐廳，並以其中一位合夥人Mary的名字做為店名「茉莉漢堡（Mary's Hamburger）」 。在麥當勞尚未進軍台灣的當時，為少見的正統的美式口味餐廳。